# ヤーコプ・アドリアンスゾーン・バッケル
ヤーコプ・アドリアンスゾーン・バッケル（Jacob Adriansz. Backer、1608年 - 1651年8月17日）はオランダの画家である。肖像画家として着衣の質感や手などの表現に優れていたことなどで知られている。

## 略歴
オランダ北部のハルリンゲンのパン屋の息子に生まれた。1610年頃に母親が亡くなった後、家族はアムステルダムに移り、そこで父親は再婚し、バッケルはアムステルダムで育った。
宗教画を得意とするレーワルデンの画家、ランベルト・ヤコブスゾーン(Lambert Jacobsz.: 1598–1636)の弟子になり、そこでホーファールト・フリンク(Govert Flinck: 1615–1660)と知り合った。その後、フリンクとともにアムステルダムに戻り、フリンクはレンブラントの弟子になったがバッケルもレンブラントの弟子になったかどうかは不明である。バッケルの作品にはウィブランド・デ・ヘースト(1592:-c.1661)やピーテル・パウル・ルーベンス(1577-1640)、アブラハム・ブルーマールト(1566-1651)といった画家から影響がみられる。結婚した記録や、邸を買った記録はなく、個人的な生活の詳細は殆ど知られていない。
きわめて手早く作品を仕上げたとされていて、17世紀末の美術史家、ヨアヒム・フォン・ザンドラルトの著書「Teutsche Academie」の中で、「ハールレムの着飾った女性の等身大の半身像の肖像画がその衣装の細部まで再現されその日のうちに完成した」と書かれている。この逸話はハールレムとアムステルダムの間で交通機関としての「馬曳船（trekschuit）」が発達していたのと、バッケルが油絵の「ウェット・オン・ウェット」技法に熟練していたことを示している。
140点ほどの作品が残されていて約半分が肖像画である。代表作には孤児を描いた「灰色の服の少年」などがある。

## 作品

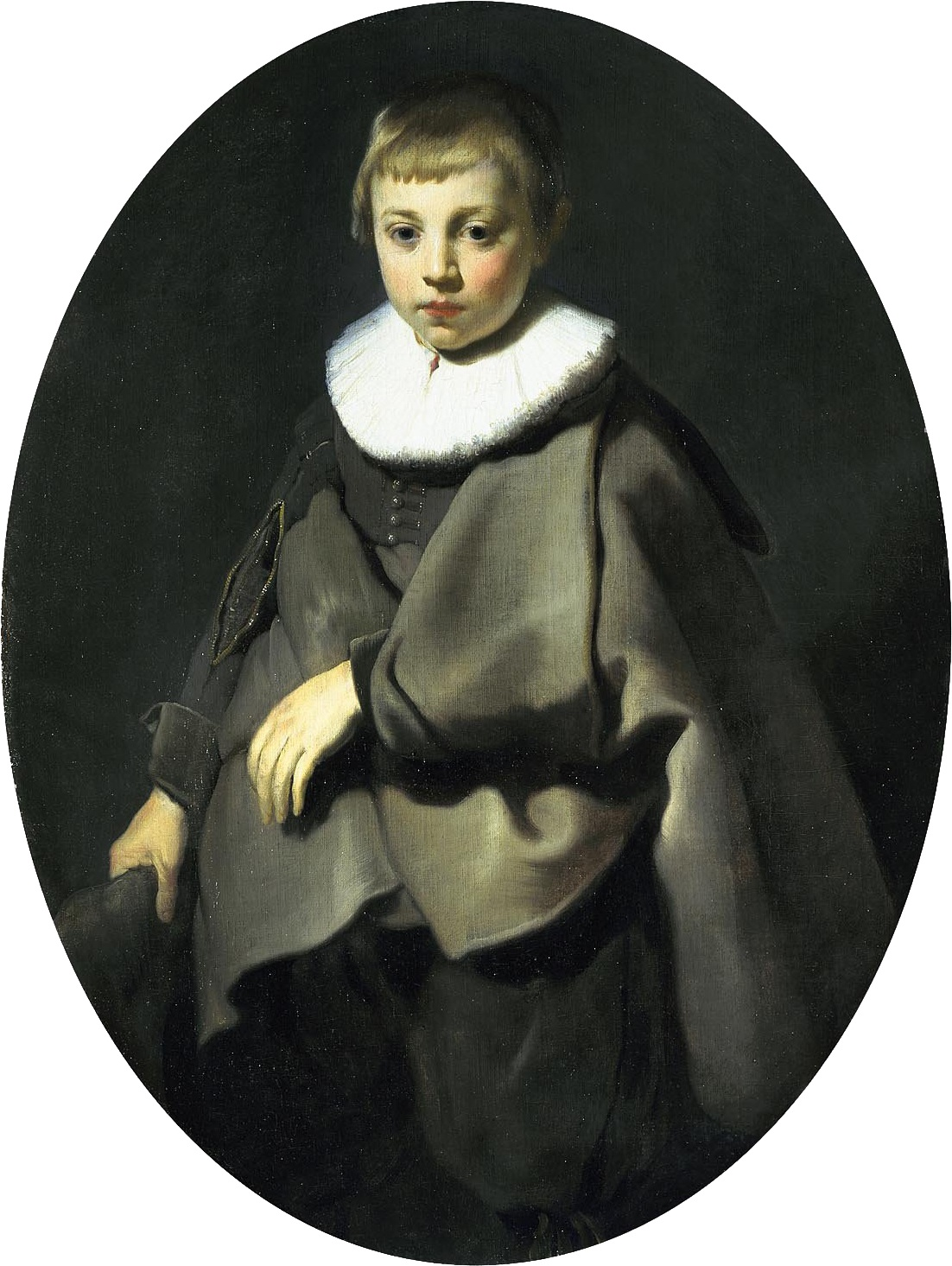
灰色の服の少年 マウリッツハイス美術館蔵
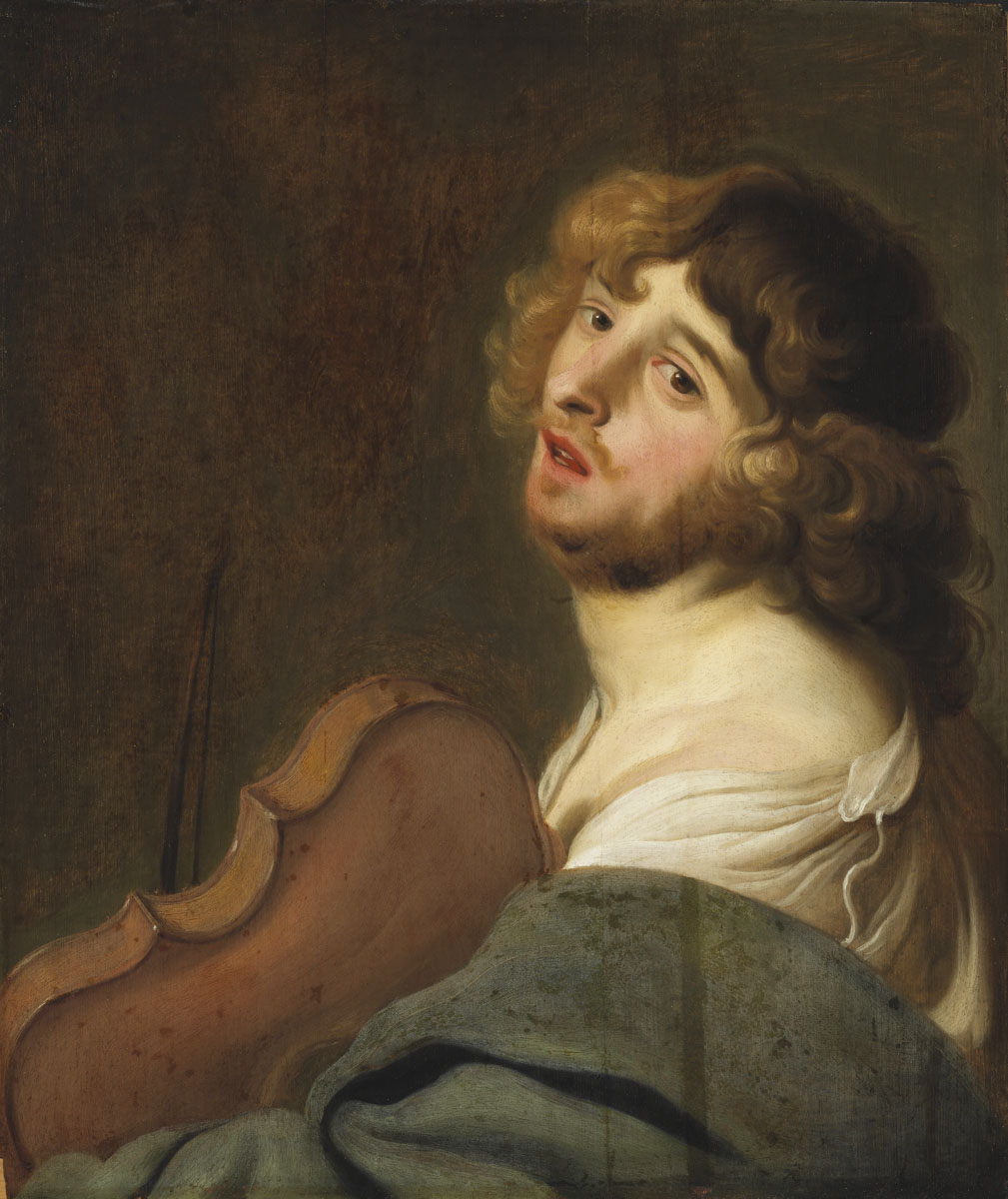
バイオリン奏者 ブダペスト国立西洋美術館蔵
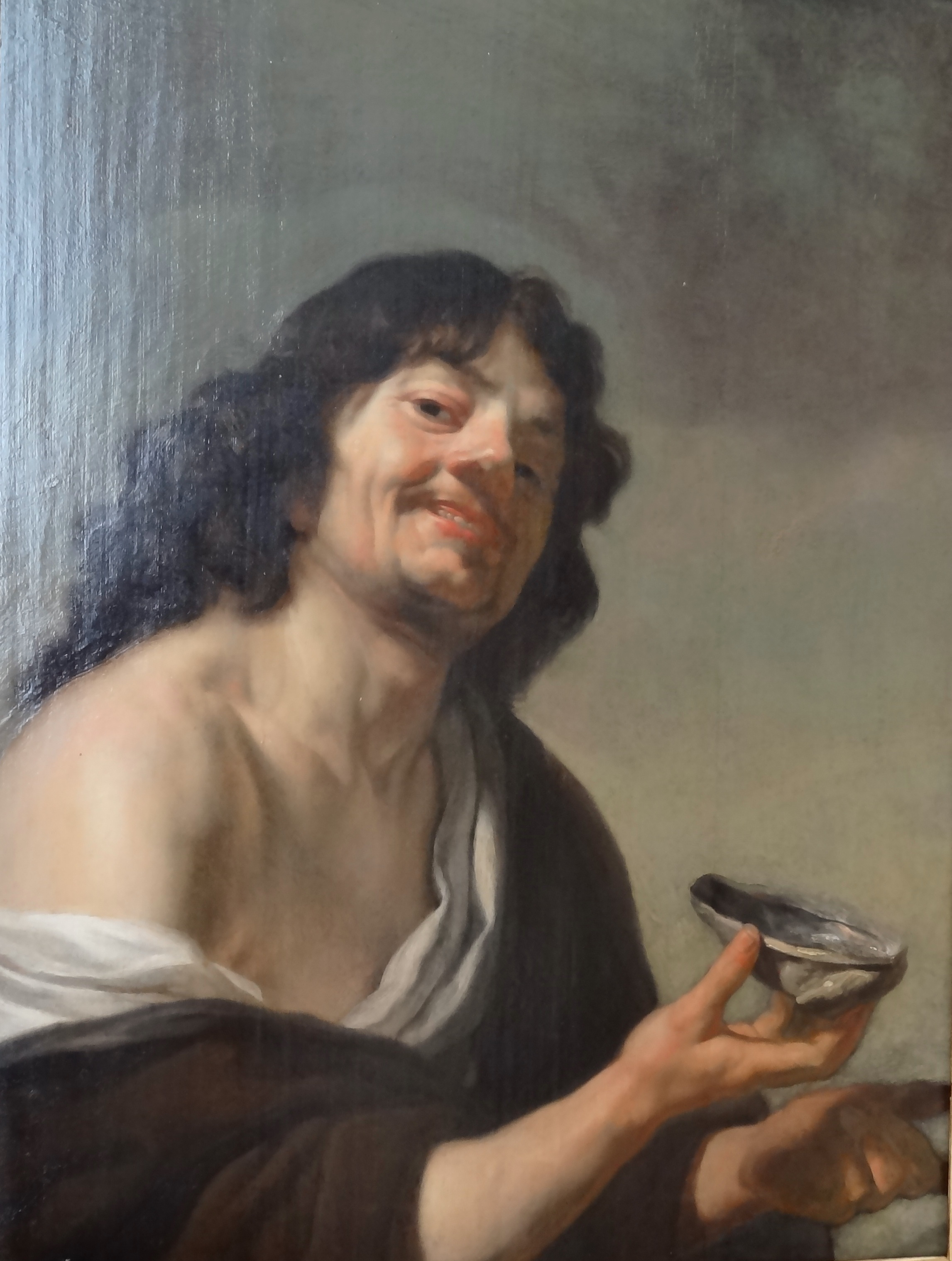
牡蠣を食べる男 Mandet Museum 蔵
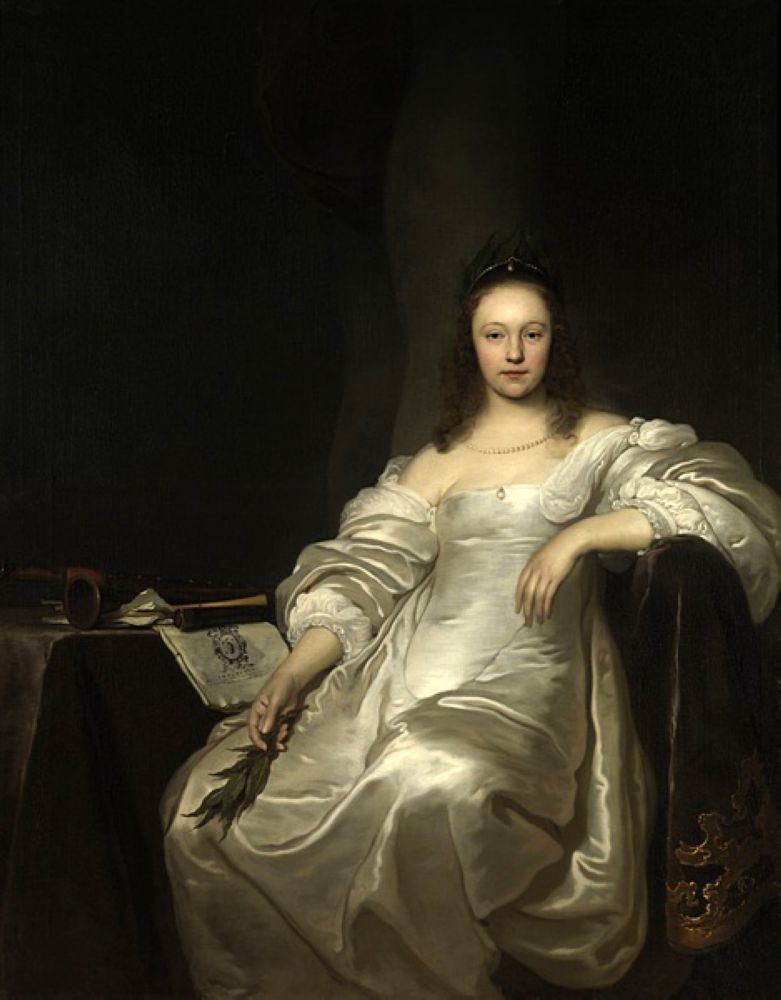
音楽の女神としての女性像 個人蔵

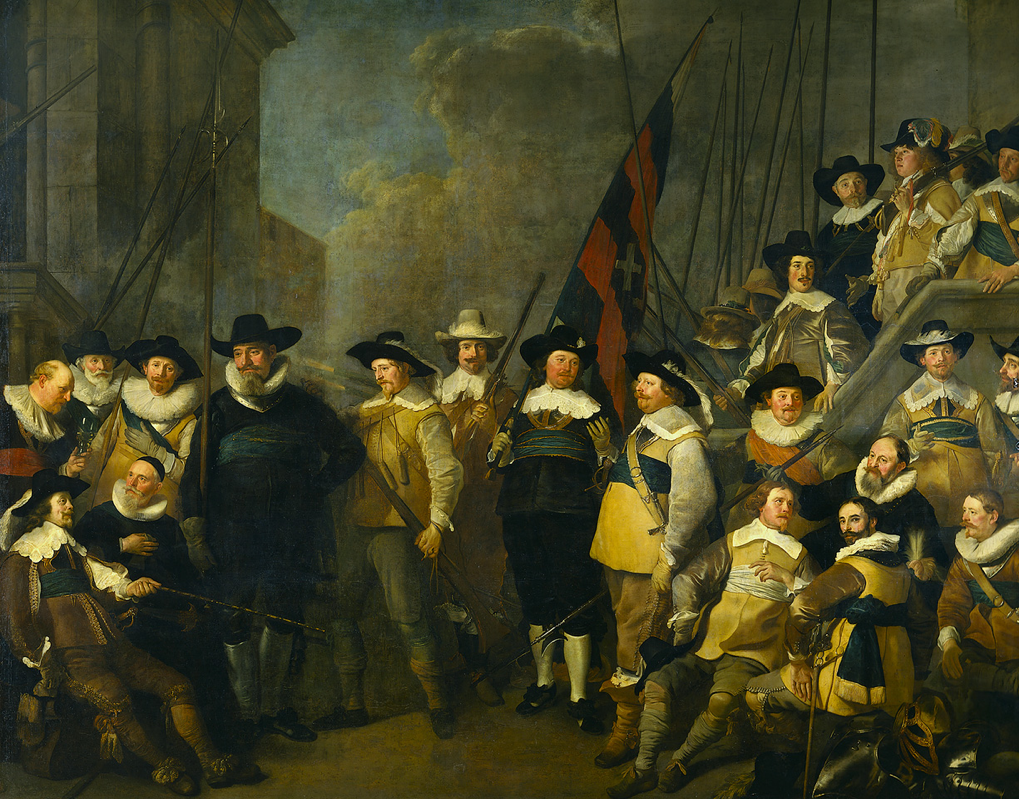
アムステルダムの民兵隊の肖像画
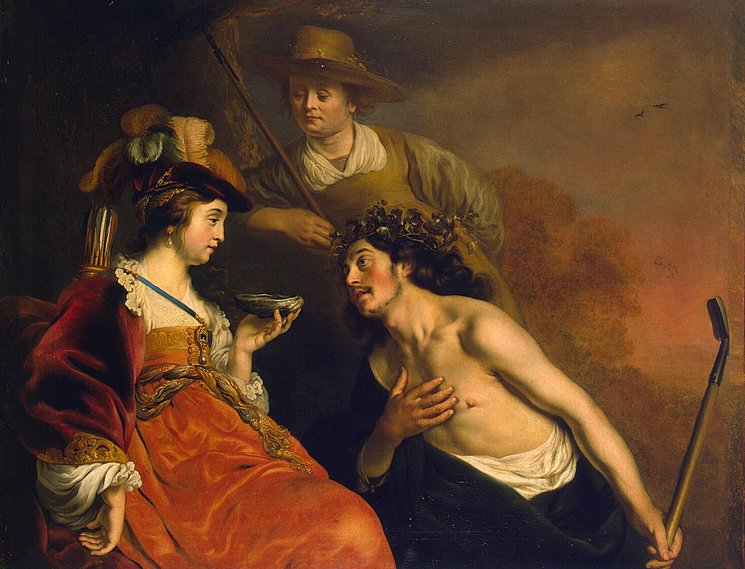
ホーフトの劇、「グラニダ」のグラニダとダイフィロ エルミタージュ美術館蔵
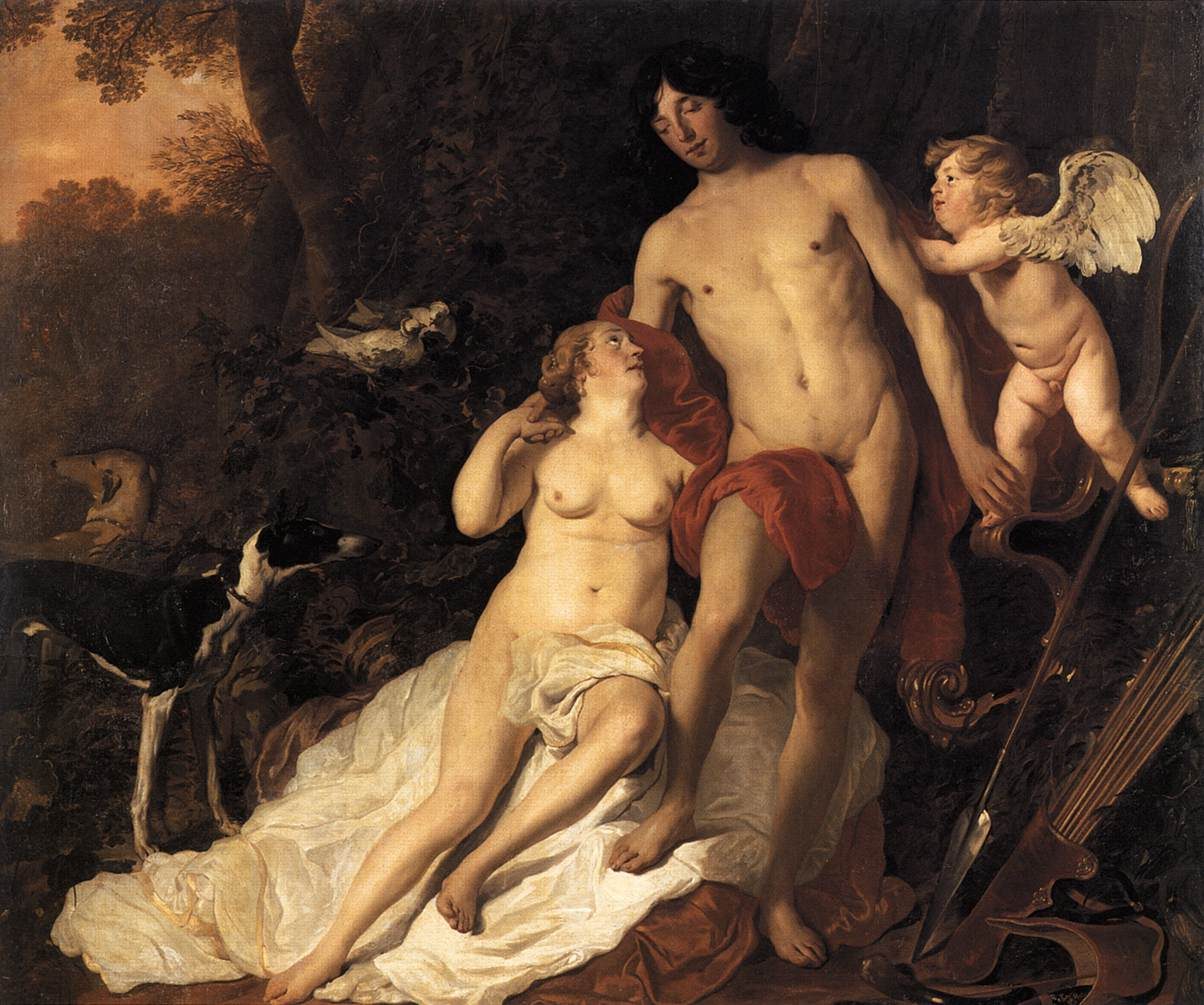
ヴィーナスとアドニス ファザネリー城 蔵